# 正田文右衛門 (4代)
四代 正田 文右衛門（よんだい しょうだ ぶんえもん）は、群馬県館林の商人（米穀商）、醸造家。族籍は群馬県平民。醤油醸造家・五代文右衛門の父。